# Debates Bohr–Einstein

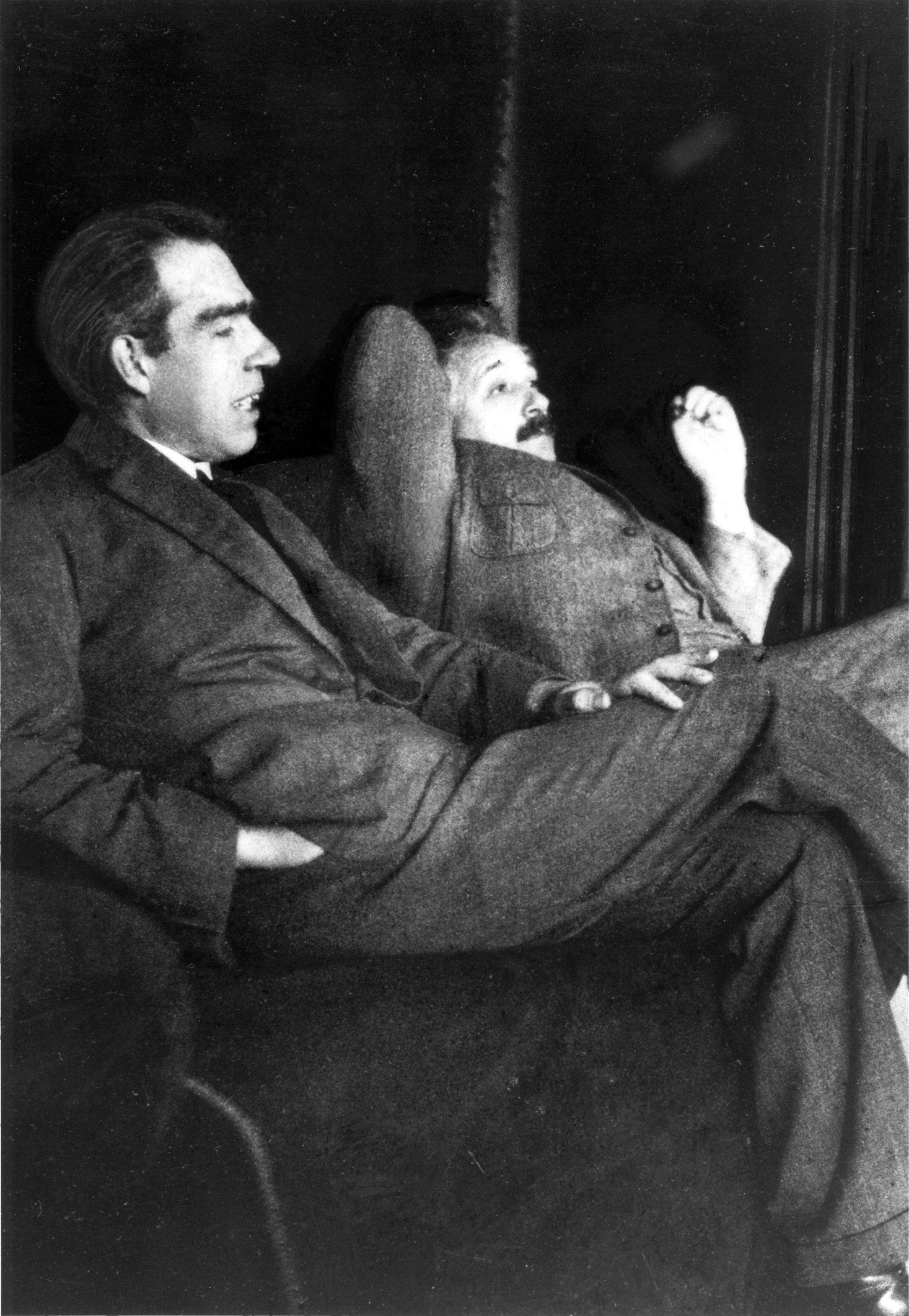
Niels Bohr com Albert Einstein na casa de Paul Ehrenfest em Leiden (dezembro de 1925)

Os debates Bohr-Einstein foram uma série de disputas públicas sobre mecânica quântica entre Albert Einstein e Niels Bohr. Seus debates são lembrados por sua importância para a filosofia da ciência, uma vez que as divergências e o resultado da versão da mecânica quântica de Bohr, que se tornou a visão predominante, formam a raiz da compreensão moderna da física. A maior parte da versão de Bohr dos eventos ocorridos em Solvay em 1927 e em outros lugares foi escrita pela primeira vez por Bohr décadas depois em um artigo intitulado "Discussões com Einstein sobre Problemas Epistemológicos na Física Atômica". Com base no artigo, a questão filosófica do debate era se a Interpretação de Copenhague da mecânica quântica de Bohr, centrada em sua crença de complementaridade, era válida para explicar a natureza. Apesar de suas diferenças de opinião e das sucessivas descobertas que ajudaram a solidificar a mecânica quântica, Bohr e Einstein mantinham uma admiração mútua que duraria o resto de suas vidas.
Os debates representam um dos pontos mais altos da pesquisa científica na primeira metade do século XX porque chamaram a atenção para um elemento da teoria quântica, a não-localidade quântica, que é central para nossa compreensão moderna do mundo físico.